# Generalíssim
Generalíssim és un grau militar de màxim grau, superior al de Mariscal de Camp o al de Gran Almirall, i comparable al de Comandant en Cap o al de General dels Exèrcits.

## Ús
El terme generalíssim és un terme que prové de l'italià generale amb el sufix -íssimo, que significa "màxim, el màxim grau.
Històricament se li donava a un oficial militar que comandava tot un exèrcit o totes les forces armades d'un país, subordinat únicament al Sobirà. Altres usos del terme és per a un comandant d'exèrcits units de diversos països aliats. Diversos generalíssims han esdevingut dictadors. Actualment s'aplica habitualment a un oficial que pren el poder mitjançant un cop d'estat, o que ha suspès els mecanismes constitucionals prèviament instituïts, convertint-se en el cap de la branca executiva de l'Estat, i que basa el seu càrrec com a cap suprem de les forces armades per obtenir legitimitat política.

## Generalíssims
- Flavi Aeci, generalíssim de totes des legions romanes de l'emperador Valentinià III
- Yeon Gaesomun, líder dels Tres regnes de Corea
- Francesc Ferran d'Ávalos, generalíssim dels exèrcits imperials de l'emperador Carles V del Sacre Imperi Romanogermànic
- Albrecht von Wallenstein, generalíssim dels exèrcits imperials durant la Guerra dels Trenta Anys
- Maurice d'Elbée, generalíssim dels exèrcits reials de Lluís XVII contra els revolucionaris francesos
- Aleksandr Suvórov, generalíssim rus durant la Guerra de la Segona Coalició
- Carles Lluís d'Àustria, arxiduc i generalíssim dels exèrcits austríacs durant les guerres Napoleòniques
- Carles XIV Joan, rei de Suècia
- Francisco de Miranda, revolucionari veneçolà
- Deodoro da Fonseca, primer President del Brasil
- Jose Maria Morelos, líder revolucionari a la guerra d'independència de Mèxic
- Miguel Hidalgo y Costilla, líder revolucionari a la guerra d'independència de Mèxic
- Príncep Miquel de Bragance, infant de Portugal
- Maximo Gomez, comandant cubà durant la Guerra d'Independència
- Sun Yat-sen, revolucionari i polític xinès
- Joseph Joffre, generalíssim dels exèrcits aliats (1914-1916) durant la I Guerra Mundial
- Robert Nivelle, generalíssim dels exèrcits aliats (1916-1917) durant la I Guerra Mundial
- Ferdinand Foch, generalíssim dels exèrcits aliats (1918) durant la I Guerra Mundial
- Ihsan Nuri,[2] comandant de les tropes kurdes a la Revolta d'Ararat
- Francisco Franco, dictador espanyol, vencedor de la Guerra Civil Espanyola (1936-39)
- Ióssif Stalin, Generalíssim de la Unió Soviètica[3]
- Chiang Kai-shek, General de Classe Especial de la República de la Xina)
- Rafael Leonidas Trujillo, dictador dominicà
- Kim Il-sung,[4] primer líder nord-coreà